# Монтес, Освальдо
Освальдо Монтес (исп. Osvaldo Montes; род. 21 марта 1952, Буэнос-Айрес) — аргентинский кинокомпозитор.

## Биография
В 1970-х годах переехал во Францию и поселился в Париже, где стал участником группы «Кальчакис», в составе которой участвовал в гастролях по Европе и Канаде вместе с певицей Мерседес Соса.
В 1980-х годах переехал в Канаду, в Монреаль, где начал свою карьеру композитора для кино и телевидения. В этот период реализовал большое количество работы для телевизионных канадских проектов среди которых такие как «Legends indiennes du Canada», «Le Defi Mondial», «Ingenierie cent ans», «Points chauds» и «Services Secrets».
В 1990-х годах написал музыку для таких кинопроектов как «Тёмная сторона сердца», «Смерть в раю», «Дикое Танго» и «Маленькие чудеса», а также музыку для телесериалов «De poeta y de Loco» и «Nueve lunas», за которые получил премию «Martin Fierro de la APTRA de Argentina» в Аргентине. В это же время он создал музыкальный спектакль «Cinematango», который был представлен в Музее современного искусства в Нью-Йорке, на фестивале «Films du monde» в Монреале и в 2014 году на фестивале «Festival cultural de Hue» во Вьетнаме. Создал музыку к таким фильмам как «Паленые деньги» (2000), «Я Боливар» (2001), «О Хуансито»(2004), «Далекое место» (2007), и телесериалам «Чистая кровь» (2006), «Моя цыганка» (2012) и «По прозвищу Мексиканец» (2013—2014).
В 2007 году получил премию за лучшую музыку к фильму «Дыхание сердца» режиссёра Энрике Габриэля на кинофестивале в Триесте, Италия. Среди последних работ можно выделить музыку для телесериала «Продавщица роз» для Telesat и Sony Pictures, и некоторые художественные фильмы.

## Премии и номинации

### Премии
- 2012 Победитель премии SADAIC a la «Лучшая музыка к фильму», за фильм «Paisajes Devorados» de Eliseo Subiela.
- 2007 Colona Sonora Italy, Trieste,Latin-American Film Festival Фильм « Sighs from the Heart» Enrique Gabriel
- 2001 Mencion del Jurado Аргентина International Film Festival, Mar del Plata Фильм « Burnt Money» Marcelo Piñeyro
- 1998 Coral Куба, International Festival of New Latin America Cinema Film « Ashes of Paradise» Marcelo Piñeyro
- 1997 Martin Fierro Аргентина TV Drama Series « De Poeta y Loco»
- 1995 Martin Fierro Аргентина TV Drama Series «Nueve Lunas»
- 1995 Condor de Plata Аргентина Film «Una sombra pronto ya serás» Osvaldo Soriano Film «Amigomío» Jeanine Meerapfel
- 1994 Condor de Plata Аргентина Фильм «Tango Feroz» (Wild tango) Marcelo Piñeyro
- 1992 Премия «Жемо» («Prix Gémeaux») Канада TV Drama Series «Bombardier la miniserie»
- 1992 Kikito de Oro Brazil, Gramado’s Film Festival Фильм «The dark side of the heart» Eliseo Subiela
- 1990 Camério Канада, Carrousel International du Film de Rimouski Фильм «Manuel, le fils emprunté»
- 1982 Grand Prix du Disque Франция «Légendes indiennes du Canada»

### Номинации
- 2008 Tv&Novelas Колумбия "Y estoy aquí "Soup Opera «Pura Sangre»
- 2006 Condor de Plata Аргентина Film « Ay Juancito»
- 2002 Genie Award Канада « La niebla del tiempo» Фильм « Le ciel sur la tète»[англ.]
- 2001 Condor de Plata Аргентина Фильм « Burnt Money» Marcelo Piñeyro
- 1992 Sur Аргентина Фильм «The dark side of the heart» Eliseo Subiela
- 1992 Condor de Plata Аргентина Фильм «The dark side of the heart» Eliseo Subiela
- 1991 Премия «Жемо» («Prix Gémeaux») Канада Animation Feature Film « Bino Fabule»[фр.]
- 1990 Премия «Жемо» («Prix Gémeaux») Канада Фильм «Sauver une vie»
- 1989 Премия «Джини» («Genie Award») Канада Фильм «A corps perdu»
- 1988 Премия «Жемо» («Prix Gémeaux») Канада Фильм «Les explorateurs de la mort»
- 1987 Премия «Жемо» («Prix Gémeaux») Канада TV drama Series «Le défi mondial»[фр.]